# くまきもえ
くまき もえ（1993年9月29日 - ）は、日本のラジオパーソナリティである。埼玉県戸田市出身。成城大学卒業。F-FactoryJapan所属。2019年3月までは「熊谷 もえ」として活動していた。

## 人物
- 三姉妹の長女である。[要出典]
- 大好きな食べ物は青椒肉絲と餃子、大好きな飲み物はドクターペッパーである。
- 高校時代に「もち」と呼ばれた事がある。理由は「ほっぺがあり得ない位ぷにぷにしてるから」[3]
- 大学生時代に9ヶ月間イギリスの留学経験がある[4]。
- 中学高校時代はソフトボール部に所属しており、ポジションは、投手や外野手（センター）。部のキャプテンとしてメンバーを引っ張っていた。
- 高校卒業直後（2012年3月）と大学時代の長期休暇時に東日本大震災の被災地（気仙沼）にてボランティア活動。内容は主に子供の遊び場（気仙沼あそびーばー）の手伝い。
- 大学時代はタッチフットボール部に所属。ラッシュとガード担当。
- 番組内で特技の英語を活かした洋楽の歌詞翻訳コーナーを設けていた[5][6]。
- ギターは、島村楽器「James（ジェームス）」を愛用しており『K-mix おひるま協同組合』（K-mix）で時おり演奏していた。
- かつて、埼玉の実家でペットのビーグル（芸名「ビーグル一生」）を飼っていた。
- 2019年3月のK-mix卒業までは「熊谷 もえ」として活動していた。2019年4月1日午前0時0分に本人のTwitterより自身が担当する@FMの新番組を告知するとともに、「くまき もえ」に改名したことを発表した[7]。
- 2019年10月18日 自身も学生時代にリスナーとして聴いていた『SCHOOL OF LOCK!』（TOKYO FM）にエセ秘書として夢の出演を果たした。
- 2020年4月2日、高橋茉奈・高木マーガレット・くまきもえの３人で gdgd3m の活動開始

## 出演番組
時刻表示はJST(日本標準時)。

### 現在
- LuckyFM茨城放送
  - HAPPYパンチ!（9:00 - 13:00）
    - 水曜アシスタント（2020年4月1日 - ）

  - LuckyもえClubMusic（木 19:30 - 21:00、2021年9月30日 - ）

- NACK5
  - NACK5時ラジ（5:00 - 6:00）
    - 火・木曜パーソナリティ（2024年10月1日 - ）

### 過去
- K-mix
  - K-mix おひるま協同組合（月 - 木 11:30 - 14:55、2017年4月3日 - 2019年3月28日）

- FM AICHI
  - #funday（月 - 木 11:30 - 13:00、2019年4月1日 - 2020年3月26日）

- LuckyFM茨城放送
  - HAPPYパンチ!（9:00 - 13:00）
    - 火曜アシスタント（2023年3月28日 ‐ 2024年9月24日）

## 歌唱作品
- STCビジネスソリューション CMソング (2018年12月 - 2019年5月頃 「K-mix おひるま協同組合」及び後続番組内にてOA)[8]

### moé + KATSUMI名義
- 「恋の魔法」2023年11月27日配信リリース

### moé名義
- 「Listen to the Radio」2024年4月7日配信リリース
- 「Feels like home」2024年7月7日配信リリース